# Kustendorf CLASSIC
Фестиваль русской музыки Kustendorf CLASSIC (серб. Фестивал руске музике Kustendorf CLASSIC) — международный фестиваль в Сербии. Учрежден в 2013 году известным сербским режиссером Эмиром Кустурицей. Генеральным партнером фестиваля с момента его основания выступает российская компания «Газпром нефть».
Kustendorf CLASSIC проводится ежегодно в этнодеревне Дрвенград (также Кустендорф, Мечавник), построенной для съёмок фильма «Жизнь как чудо».
Основная идея фестиваля — поддержка молодых талантов из музыкальных школ и академий Республики Сербия, а также из регионов России. Фестиваль является площадкой для диалога талантливой молодежи России и Сербии, обеспечивает возможность обмена опытом, формирует музыкальные связи.

## Программа фестиваля
Эмир Кустурица о фестивале:
Музыка дает нам возможность уйти от ограничений и прочувствовать настоящую свободу. Эта независимость духа уже четвертый год наполняет Мокру гору. Основной символ фестиваля — музыкальная матрешка, отражающая настоящую суть всеславянского единства, воплощение которого — в свободе музыкального выражения.
Поддержка фестиваля – вклад «Газпром нефти» как крупнейшего международного инвестора в Сербии в развитие культурного и социального взаимодействия двух стран.
Фестиваль включает обязательную конкурсную и культурную программы. Молодые исполнители из России, Сербии и Республики Сербской соревнуются в исполнении классических и современных произведений русских и сербских композиторов. Внеконкурсная культурная программа представлена концертами и выступлениями известных российских и сербских музыкантов.

## Приз фестиваля
Главный приз фестиваля – «Золотая матрешка». Она символизирует единство славянских народов, основанное на общности исторических и культурных ценностей.

## Участники фестиваля
С 2015 года Россию на конкурсе представляют юные музыканты – воспитанники региональных музыкальных школ, одержавшие победу в отборочном туре.

### 2017
В 2017 году при поддержке программы социальных инвестиций «Родные города» в фестивале приняли участие таланты из Оренбурга, Ханты-Мансийска, Муравленко, Омска, Томска, Санкт-Петербурга и Тюмени.
Авторитетные специалисты мира музыки входят в жюри фестиваля и проводят мастер-классы для молодых исполнителей. В их числе народный артист России, солист Московской Государственной филармонии, профессор Российской Академии музыки им. Гнесиных пианист Юрий Розум, кандидат наук, декан Факультета музыкального искусства в Белграде, Даниела Йович, директор школы музыкальных талантов в Чуприи, Сербия, перкуссионист, композитор и дирижер Зоран Комадина.
Среди участников конкурсной программы 2017 года в группе 18-25 лет лучшим стал сербский квинтет аккордеонистов из Восточного Сараево — Accordeus. Золотую награду вручил художественный руководитель Мариинского театра, дирижер Валерий Гергиев, «Серебряная матрешка» досталась флейтистке Анне Малков (Нови-Сад), «Бронзовую матрешку» получила пианистка Ивана Дамьянов (Нови-Сад).
В результате в возрастной категории 13-17 лет «Золотую матрешку» завоевала пианистка Светлана Зверева из Санкт-Петербурга, «Серебряной матрешки» была удостоена пианистка Яна Яковлевич из Белграда, а «Бронзовую матрешку» получила сопрано Виолетта Сабаева из Омска.
В рамках новой программы «Диалог талантов» перед гостями фестиваля выступили молодые музыканты — Алена Ростовская (сопрано, Россия), Алекса Миркович (баян, Сербия), Мина Радивоевич (сопрано, Россия) Елизавета Антонова (вокал, Россия), Александра Латинович (Сербия, скрипка) и Владислав Хандогий (фортепьяно, Беларусь).
Культурная программа фестиваля включает в себя концертные выступления известных российских и сербских музыкантов. В их числе Денис Мацуев, Неманья Радулович, Алена Баева, Нарек Ахназарян, Зоран Тодорович и другие.
В 2017 году Фестиваль прошел в Дрвенграде с 13 по 15 июля.

### 2018
В 2018 году за главные призы боролись 60 конкурсантов. Россию на «Большом» представляли 27 воспитанников музыкальных школ, колледжей и консерваторий из Москвы, Тюменской, Омской, Томской, Оренбургской областей, Ямало-Ненецкого и Ханты-Мансийского автономных округов.
Среди участников в возрастной группе от 13 до 17 лет лучшей стала скрипачка Яна Яковлевич из Белграда, «Серебряная матрешка» досталась виолончелистке Саре Чано из Любляны, бронзу получил кларнетист Артем Бондарь из Мегиона.
Главный приз в возрастной категории 18 - 25 лет завоевала пианистка Елизавета Караулова из Москвы. «Серебряной матрешки» удостоена пианистка Ивана Демьянов из города Нови-Сад. «Бронзовую матрешку» получила меццо-сопрано Полина Шароварова из Омска.
Почетным гостем и самой яркой звездой фестиваля стал пианист-виртуоз, народный артист России Денис Мацуев, который исполнил Второй фортепианный концерт Рахманинова и сюиту Гершвина «Голубая рапсодия» в сопровождении симфонического оркестра Kustendorf.

### 2019
В 2019 году фестиваль получил название Kustendorf CLASSIC. Таким образом бренд Kustendorf объединил все виды искусства: это название стало общим для фестивалей кино, театра и русской классической музыки, которые проводит в Дрвенграде знаменитый сербский актер, музыкант и режиссер. 